# フルブロマゼパム
フルブロマゼパム（英：Flubromazepam）は、1960年に初めて合成されたベンゾジアゼピン誘導体であるが、医薬品として販売されず、2012年後半に新種のデザイナードラッグとしてグレーマーケットに出現するまで、それ以上の注目や研究はされていなかった。
フェナゼパムの塩素原子をフッ素原子に置き換えた構造類似体である。
別の異性体である5-(2-ブロモフェニル)-7-フルオロ-1,3-ジヒドロ-2H-1,4-ベンゾジアゼピン-2-オンまたは「イソ-フルブロマゼパム」は、同じ名前で販売されていた可能性がある。

異性体

## 法的位置付け

### 英国
英国では、フルブロマゼパムは2017年5月のThe Misuse of Drugs Act 1971の改正により、他のいくつかのデザイナードラッグのベンゾジアゼピン系薬物とともにClass C drugに分類された。

### 米国
フルブロマゼパム、クロナゾラム、フルブロマゾラムはバージニア州法でSchedule I controlled substancesである。